# Greg Hopkins
Greg Hopkins (* 9. Mai 1946 in Detroit) ist ein US-amerikanischer Jazzmusiker (Trompete, Flügelhorn, Arrangement, Komposition) und Hochschullehrer.

## Leben und Wirken
Hopkins lernte bereits als Kind Trompete; seine professionelle Karriere begann er 1965 in Detroit, wo er in lokalen Bands spielte und Motown-Musiker wie Marvin Gaye und Gladys Knight begleitete. 1969 erwarb er den Bachelor an der Michigan State University und trat in dieser Zeit mit Frank Sinatra, Joe Williams, Lena Horne, Dizzy Gillespie auf. Er spielte Anfang der 1970er-Jahre Trompete bei Buddy Rich, für den er auch arrangierte. Mit ihm entstanden erste Aufnahmen (Stick It). In diesem Jahrzehnt spielte er auch mit Dr. Lonnie Smith und Herb Pomeroy. Ab den 1980er-Jahren war er Co-Leader der Greg Hopkins/Wayne Naus Big Band, die vor allem in Massachusetts auftrat. Zu den Musikern gehörten Bill Pierce, Mick Goodrick, John Lockwood und Joe Hunt. Ferner arbeitete er in den 1980er- und 90er-Jahren mit der Formation Orange Then Blue, Gunther Schuller, Gail Wynters und dem Bill Mobley Jazz Orchestra. 1997 entstand in Bigband-Besetzung Hopkins’ Debütalbum Okavango.
Zu seinen weiteren Bandprojekten gehören das Cryogenic Renaissance Orchestra, ein Quintett und eine 16-köpfige Bigband (u. a. mit Bruce Gertz). Mit seiner Concert Jazz Band begleitete er Carmen París auf ihrem Album Ejazz con Jota. Seit 2000 spielt er außerdem im Trio Tre Corda mit dem Pianisten Tim Ray und dem Cellisten Eugene Friesen. Im Bereich des Jazz war er zwischen 1972 und 2014 an 35 Aufnahmesessions beteiligt.
Hopkins war als Musiker auch im Bereich der klassischen Musik beschäftigt und spielte mit dem Boston Symphony Orchestra, dem Boston Pops Orchestra und dem Boston Brass Ensemble. Hopkins unterrichtet seit 1974 Jazz-Komposition am Berklee College of Music und leitet das Berklee Concert Jazz Orchestra.

## Diskographische Hinweise
- Quintology (2004), mit Bill Pierce, Mick Goodrick, Jim Stinnett, Gary Chaffee
- Reality Check (2013)